# Pietro Cataneo

Pratiche delle due prime matematiche, 1567

Pietro Cataneo o Cattaneo (Siena, c. 1510 – 1569-73) è stato un teorico dell'architettura, architetto, matematico e ingegnere militare italiano.

## Biografia
Fu allievo di Baldassarre Peruzzi e cognato di Domenico Beccafumi. Poco si sa della sua attività progettuale: forse completò alcune opere senesi di Peruzzi. Ebbe qualche incarico dalla Repubblica senese per la manutenzione delle fortificazioni.
Viene ricordato soprattutto per il suo trattato di architettura (I primi quattro libri d'architettura, Venezia, 1567, figli di Aldo).
Fu uno dei manuali più diffusi per tutto il XVII secolo ed oltre e si distingueva per l'attenzione data alla forma urbana, sulle orme di Filarete e Francesco di Giorgio Martini. Infatti, trattando dell'architettura militare e della forma da dare alle fortificazioni, il trattato di Cataneo, per primo, contiene una vasta gamma di varianti per città murate con pianta poligonale a cui i bastioni davano una forma stellata. La combinazione di tali schemi radiocentrici con la struttura degli isolati urbani quasi sempre di tipo ortogonale, offrì un repertorio di soluzioni per coloro che si trovarono a progettare nuovi insediamenti da Palmanova fino alle città di fondazione in Sicilia (Avola, Grammichele) ed oltre.
Si occupò anche di matematica (Le pratiche delle due prime matematiche, 1567).

## Opere
- Pietro Cataneo, Pratiche delle due prime matematiche, In Venetia, Giovanni Griffio, Pietro Cataneo, 1567. URL consultato il 14 giugno 2015.

- Pietro Cataneo, L'ARCHITETTURA DI PIETRO CATANEO Senese. Alla quale oltre all'essere stati dall'istesso autore rivisti, meglio ordinati e di diversi disegni e discorsi arricchiti i primi quattro libri per l'adietro stampati, sonovi aggiunti di più il quinto, sesto, settimo e ottavo libro..., In Venetia, Paolo Manuzio, Pietro Cataneo, 1567. URL consultato l'8 marzo 2025.